# 9863 Reichardt
A 9863 Reichardt (ideiglenes jelöléssel 1991 RJ7) a Naprendszer kisbolygóövében található aszteroida. Freimut Börngen és L. D. Schmadel fedezte fel 1991. szeptember 13-án.